# Лабрадор (море)
Мо́ре Лабрадо́р (англ. Labrador Sea, фр. Mer du Labrador, дат. Labradorhavet) — часть Атлантического океана между полуостровом Лабрадор и островом Ньюфаундленд (на юго-западе) и Гренландией (на северо-востоке).

## Гидрография и геология
Северная граница моря Лабрадор (с Девисовым проливом) проходит по 60° с. ш., юго-восточная граница с Атлантическим океаном — по дуге большого круга от мыса Фарвель (крайней южной точки Гренландии) к мысу Сент-Франсис на юго-востоке Ньюфаундленда. Площадь моря Лабрадор — 841 тыс. км², объём — 1596 тыс. км³. На западе море Лабрадор соединяется Гудзоновым проливом с Гудзоновым заливом, на севере — Девисовым проливом с Баффиновым заливом.

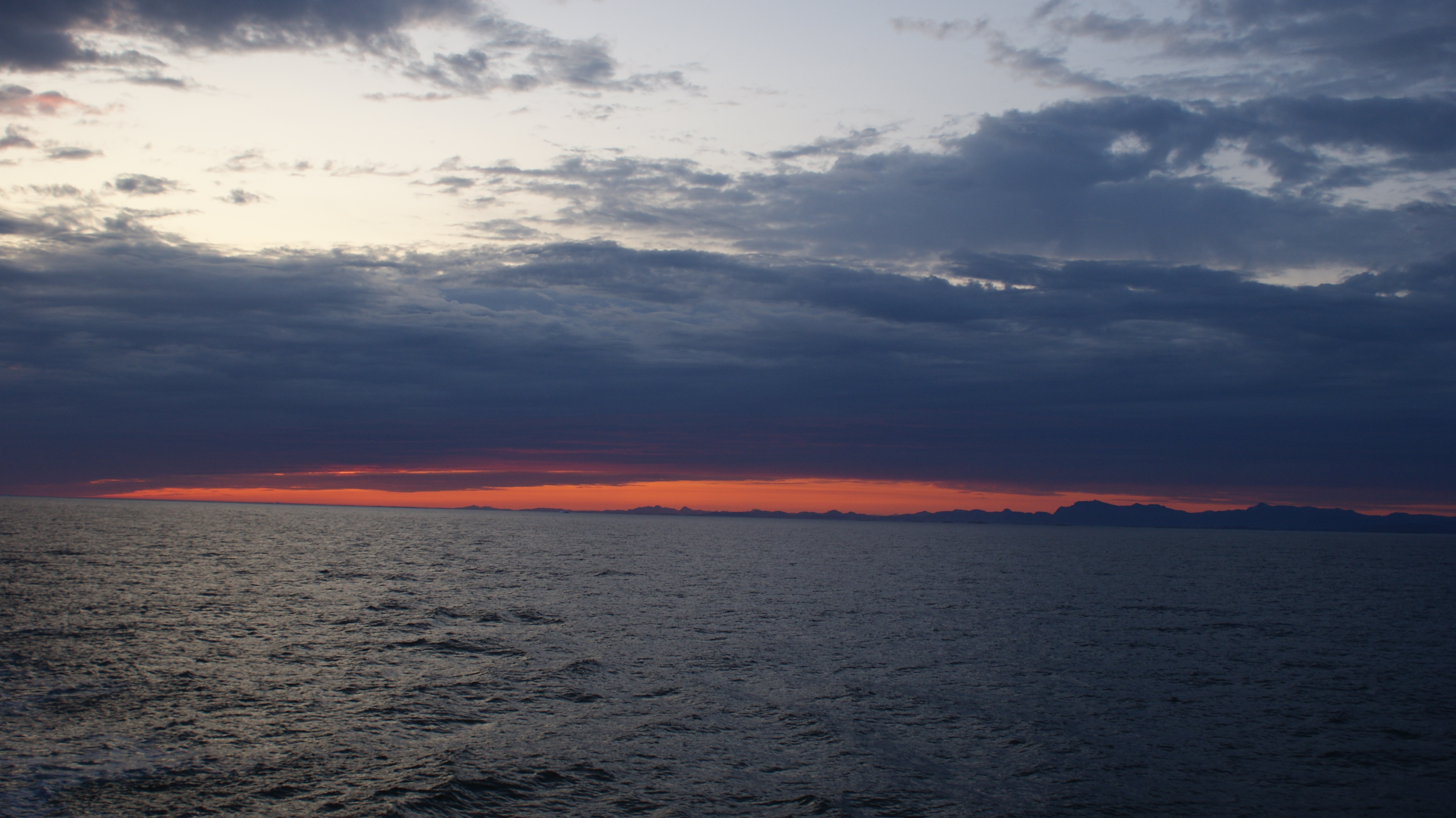
Закат на море Лабрадор, вид с побережья около города Паамиут, Гренландия

Приливы полусуточные, 1,7 — 2,1 метра у юго-западного берега и до 5 м у мыса Фарвель. Солёность практически не меняется в зависимости от сезона, составляя в среднем 31,5 ‰ у побережья и 34,5 ‰ на границе с Атлантическим океаном. Циркуляция воды — против часовой стрелки. Вдоль берега Гренландии протекает на север теплое поверхностное Западно-Гренландское течение из Атлантики. На юг вдоль берегов Канады идёт холодное, менее солёное Лабрадорское течение — основной поставщик айсбергов в Северной Атлантике. Лабрадорское течение впадает в Атлантический океан на глубине 1500—2000 м. Ещё ниже, на глубинах 2500—3000 м, в море Лабрадор поступают плотные водные потоки из Гренландского моря. Эти донные потоки следуют вдоль границ моря Лабрадор, затем поворачивая на юг, образуя таким образом граничное течение. Температура воды в августе 2 °C в полосе Лабрадорского течения и 10 °C в юго-восточной части моря, в феврале в этих же районах соответственно −1,7 °C и 4 °C.
22 % дна составляет мелководный шельф с глубинами менее 200 м (у юго-западного побережья Гренландии глубина шельфа примерно вдвое мельче, чем у её же восточных берегов), бо́льшая часть моря располагается над более глубокой Лабрадорской котловиной, на 55 % площади глубины превышают 2 км. Максимальная глубина — 4316 м. В месте слияния моря с Атлантическим океаном ширина моря около 1000 км, глубины порядка 3400 м; ближе к Девисову проливу глубины уменьшаются до 700 м. Вдоль оси моря Лабрадор от Гудзонова пролива на юг к Атлантическому океану проходит Северо-Западный срединный атлантический каньон протяжённостью около 3800 км. Глубина жёлоба — 100—200 метров ниже основного уровня дна, ширина — от 1,5 до 2,5 км. Донные отложения — глобигериновый ил с включениями терригенных материалов (преимущественно моренного происхождения).
Климат морской, наиболее тёплый на юго-востоке и резко континентальный, наиболее холодный на северо-западе. Перепад средних температур в этих районах между февралём и августом составляет соответственно от −2 °C до 12 °C и от −18 °C до −6 °C. За год в среднем выпадает порядка 1500 мм осадков (у берегов Ньюфаундленда до 1900, в северо-западной части меньше 1000).
Море Лабрадор сформировалось в процессе разделения Северо-Американской и Гренландской литосферных плит. Этот процесс начался в раннем меловом периоде, второй период тектонической активности пришёлся на конец мелового периода и первую половину палеоцена, а третий, сопровождавший дальнейшее разделение континентальной и океанической коры, — в раннем эоцене. Юго-западное побережье (Лабрадор и Ньюфаундленд) сильно изрезанное, изобилующее фьюрдами и бухтами, с большим числом мелких островов.

## Хозяйственное значение и навигация
Через море Лабрадор проходили маршруты многочисленных экспедиций, отправлявшихся на поиски Северо-Западного прохода — морского пути через Северный Ледовитый океан в обход Североамериканского континента. Из-за айсбергов, перемещающихся с Лабрадорским течением, основные маршруты движения судов в море Лабрадор сосредоточены в его восточной части. Период навигации продолжается с середины лета до поздней осени. Молодой лёд формируется в октябре вдоль северо-западного побережья, берегов Ньюфаундленда ледовый покров достигает к декабрю, продолжая развиваться до марта-апреля. Тем не менее полностью море никогда не замерзает. Полное разрушение ледового покрова происходит к июлю. Айсберги, движущиеся вдоль побережья Лабрадора и Ньюфаундленда, препятствуют также разработке месторождений нефти и природного газа, открытых на канадском шельфе.
Из портов на побережье Гренландии в море Лабрадор ведётся добыча трески. Лов традиционно вёлся над банками как у берегов Гренландии, так и рядом с полуостровом Лабрадор. Однако резкое снижение запасов рыбы в этом регионе в 1980-е и начале 1990-х годов привело к установлению в 1992 году моратория на рыбную ловлю над шельфом у берегов Ньюфаундленда и Лабрадора. С 1978 года ведётся промысел креветок, объёмы которого значительно выросли в период с 1984 по 2000 год. Другие виды, имеющие промысловое значение — гренландский палтус (запасы которого в западной части моря значительно снизились в 1980-е годы) и обыкновенный краб-стригун (добыча которого по-прежнему активно ведётся). Паковый лёд в северной и западной части моря ранней весной служит местом размножения для гренландских тюленей и тюленей-хохлачей. Море Лабрадор также представляет собой место кормёжки ряда других морских млекопитающих и атлантического лосося.